# Mårten Heland

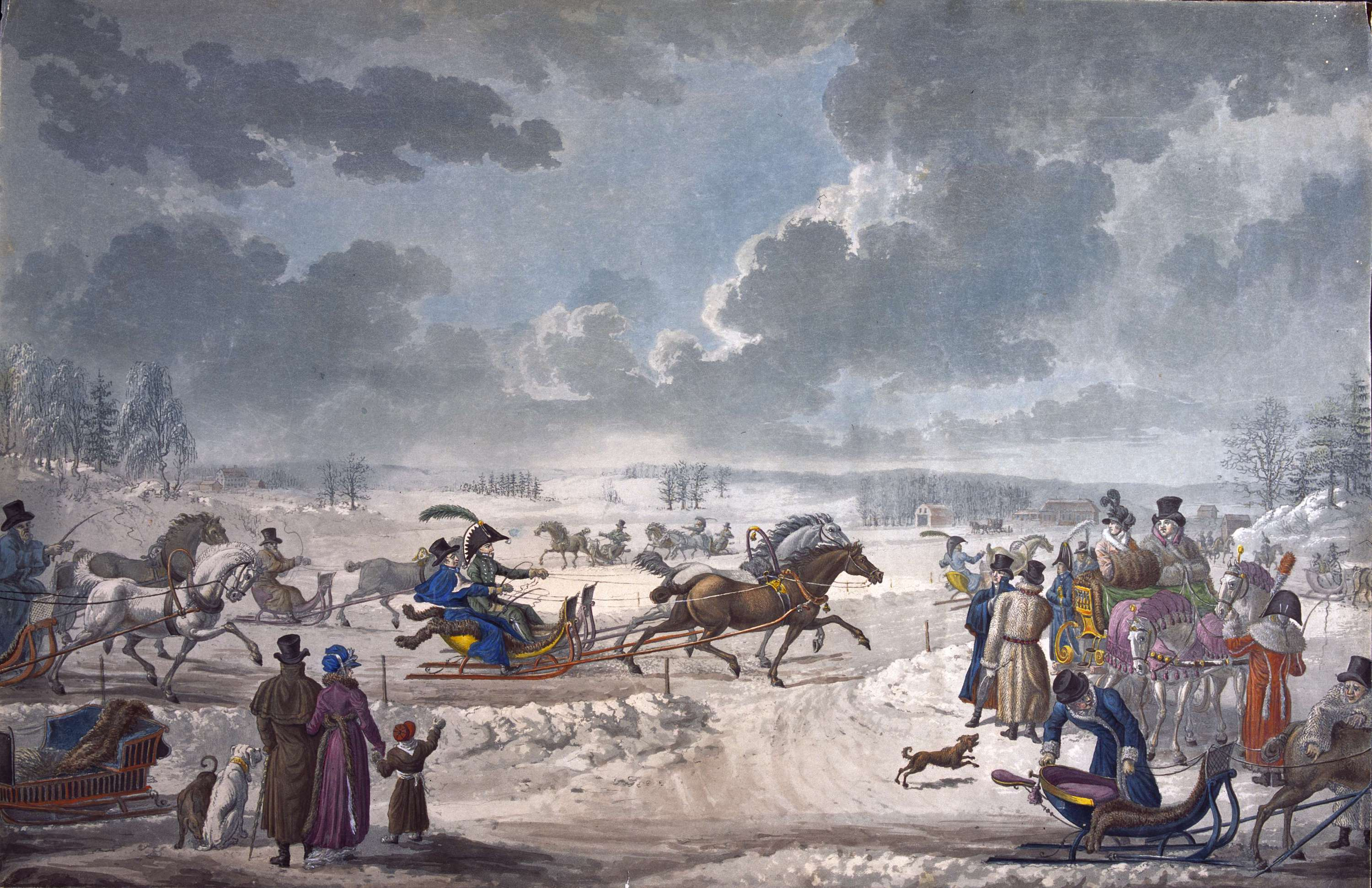
Kapplöpning, slädparti på Brunnsviken, Stockholm. Original av Mårten Heland.

Martin (Mårten) Rudolf Heland,  född den 6 april 1765 i Björkviks socken i Södermanland, död den 26 mars 1814 i Stockholm, var en svensk kopparstickare.
Mårten Heland var son till mönsterskrivaren Gustaf Mauritz Heland och Sara Charlotta Aulin. Han lyckades komma i lära hos den skicklige grafikern J.F. Martin, under vars ledning han snart vann en ovanlig färdighet i sin konst, medan han av Masreliez fick undervisning i teckning. Efter Jacob Gillbergs död 1793 fick han i uppdrag att fortsätta graverandet av Gustav III:s medaljhistoria, som dock aldrig fullbordades. Vid samma tid, 1794, utförde han flera av kopparsticken till Fredenheims planschverk över kungliga museets skulpturer.
År 1802 begav sig Heland till Paris, där han ytterligare utbildade sig i aquatintagravyren, som han lärt av Martin, och visade sig vid återkomsten 1806 som en fulländad mästare här. Det dröjde dock inte länge förrän han drabbades han av en depression som till sist släckte konstnärens bana.
Av hans många arbeten kan även nämnas: Kaffebeslaget, genre efter Nordquist, Utsikter af Forsmark och Sturehof samt en mängd planscher till Skjöldebrands voyage pittoresque au Cap Nord 1801—02, gravyrerna till den svenska upplagan av Écrits de Gustave III med flera. Under sin vistelse i Paris hade Heland förut övervakat de efter teckningar av Limnell av franska mästare utförda gravyrerna till samma verks franska upplaga. Heland finns representerad vid bland annat Nationalmuseum i Stockholm, Göteborgs stadsmuseum, Norrköpings konstmuseum och Kalmar konstmuseum.